# Небеский, Вацлав Болемир
Вацлав Болемир Небеский (чеш. Václav Bolemír Nebeský; 18 августа 1818[…], Кокоржин — 17 августа 1882, Прага, Цислейтания) — чешский поэт, писатель, философ, литературный критик и переводчик, близкий друг писательницы Божены Немцовой.

## Жизнь и творчество
В 1836 году В. Небеский поступает на философский факультет пражского Карлова университета. В 1843 году он приезжает в Вену, где устраивается домашним учителем. В 1846 году Небеский возвращается в Прагу и принимает активное участие в культурной жизни главного города Чехии. Он также знакомится с такими писателями, как Болеслав Яблонский, Йозеф Каэтан Тыл, Карел Яромир Эрбен. С 1843 года он дружен с Боженой Немцовой. В 1848 году Небеский избирается в Национальное собрание (Národní výbor), в котором он подготавливает организацию «Славянского конгресса»; как депутат Рейхсрата принимает участие в его заседаниях в Вене. Статьи его выходят в различных чешских журналах, в том числе в Народных новостях (Národní noviny). В 1850 году Неберский становится редактором журнала Музейник (Muzejník), которым руководит до 1861 года. В 1851 он назначается секретарём Чешского музея в Праге и распорядителем музейной кассы. В 1874 году поэт тяжело заболевает и уходит на пенсию. Был активным участником таких организаций, как Матица чешская, Союз художников и общества за строительство пражского Национального театра.
Основной областью литературного творчества В. Б. Небеского была поэзия. Помимо поэтических сборников, к его наследию относятся переводы на чешский язык древнегреческой драматургии, испанской и английской поэзии. Небеский был восторженным почитателем Гёте, Гейне, Байрона, Мицкевича, А. С. Пушкина, Ю. Словацкого. В число его публицистических работ входят литературная критика и рецензии. В области философии придерживался взглядов деятелей Просвещения, а также Шеллинга, Фихте, Гегеля.

### Избранные сочинения
- Protichůdci, 1844
- Dějiny Musea Království českého, 1868
- O literatuře, ed. M. Heřman, 1953

### Публицистика
- Několik slov o filosofii, ČČM 1846
- Příspěvky k historii literatury české, Literatura lidu, Alexandreis česká, Mastičkář, ČČM 1847
- Od 11. března do 11. června, ČČM 1848
- Stará literatura česká, ČČM 1850
- W. Shakespeare, ČČM 1851
- Tragické básnictví Řeků, ČČM 1853
- O španělských romancích, ČČM 1856
- Calderon de la Barca, ČČM 1858
- O novořeckém národním básnictví, ČČM 1863

### Переводы
- Aristophanes: Acharnští, 1849, а также Rytíři, 1850 и Žáby, 1870
- Aischylos: Prométheus, 1862, как и Orestie-Eumenidy, 1862
- Novořecké národní písně, 1864
- Kytice ze španělských romancí , 1864 (с Йозефом Чейка)
- Terentius: Bratří, 1871
- Plautus: Pleníci, 1873.
- Básně 2005. ISBN 80-7106-598-6.